# Elimia clara
Elimia clara är en snäckart som först beskrevs av Anthony 1854.  Elimia clara ingår i släktet Elimia och familjen Pleuroceridae. Inga underarter finns listade i Catalogue of Life.

## Bildgalleri

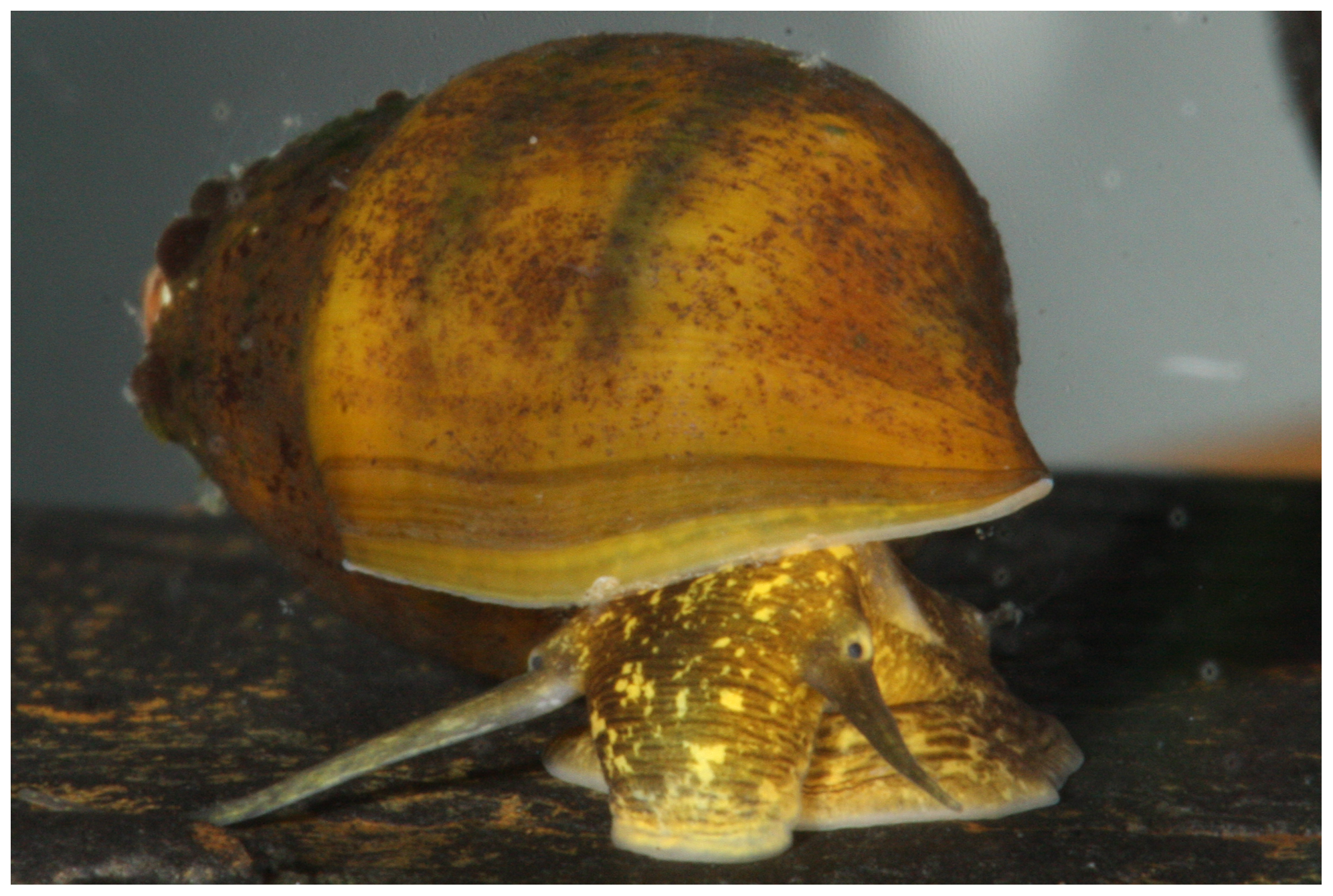
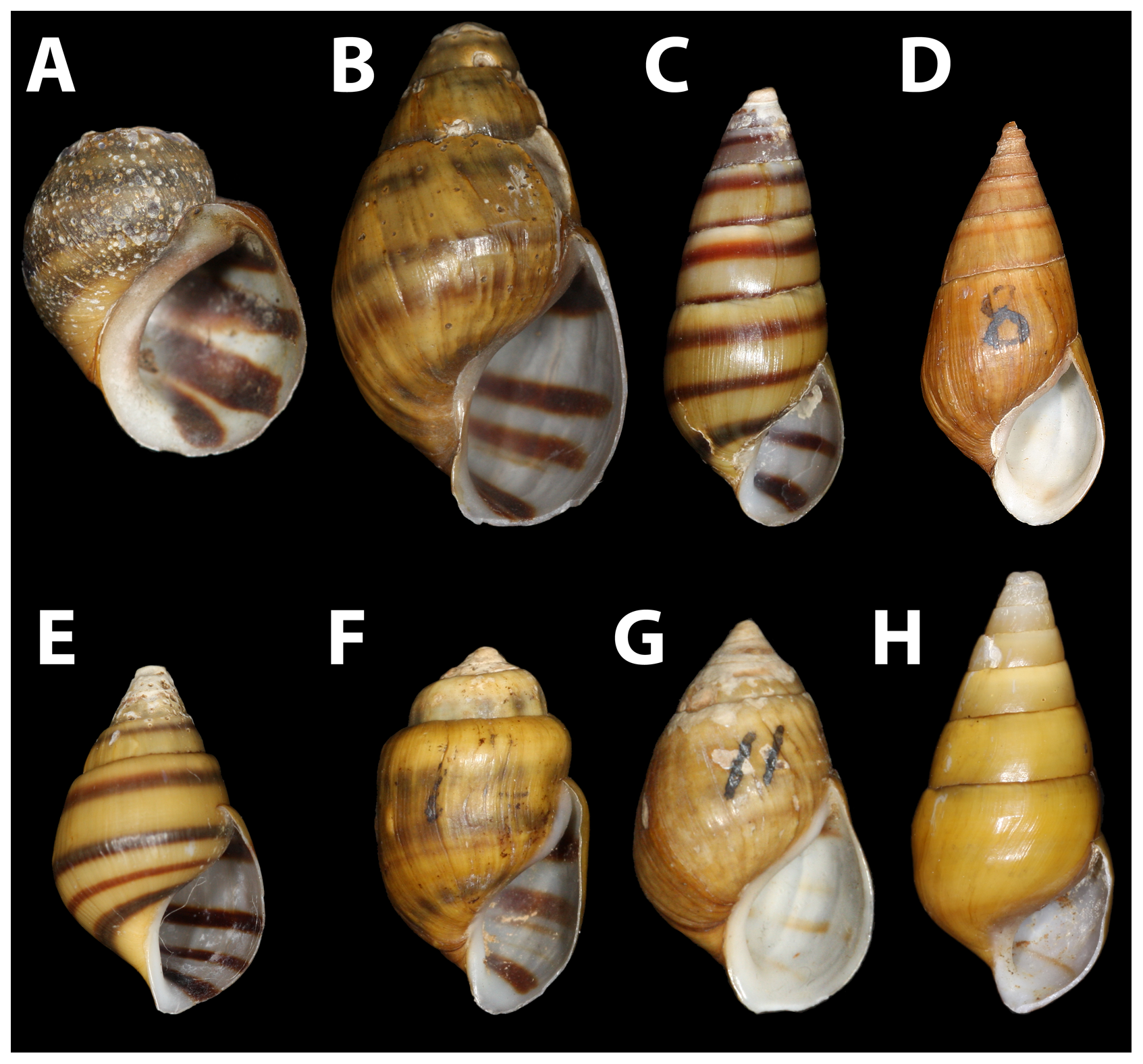